# 天沢カンナ
天沢 カンナ（あまさわ カンナ、4月18日 - ）は、日本の女性声優、女優。東京都出身。

## 略歴
- テレビアニメ『少女革命ウテナ』を見て声優を目指した[1]。
- 2019年『ケムリクサ』りく役でテレビアニメデビュー[2]。
- 2025年8月1日、マック・ミックを退所したことを自身のSNSにて報告[3]。

## 人物
- 特技はドラム・ピアノ演奏、朝鮮語。
- 趣味はフィギュアスケート観戦、ダンス、断捨離、ピクニック、朝鮮料理。
- ガールズガレージロックバンドでドラムを担当していたこともある。

## 出演

### テレビアニメ
- ケムリクサ（2019年、りく）
- お昼のショッカーさん（2022年、ショッカーライダー）

### ゲーム
2017年
- JINS MEME GAMING C93試遊ゲーム（ミイコ）

2019年
- 帝国戦記（イヴェル）
- フィンガーナイツクロス（シア＆エキドナ）
- 神装の戦乙女
- 極光のレムリア
- LoveR
- メリーガーランド（フレイ）

2020年
- 龍が如く7 光と闇の行方

2021年
- LOST JUDGMENT 裁かれざる記憶（美奈川リナ）
- ELYON（メモモ）

2024年
- 龍が如く8（マリアン他）
- ヒバリでなくナイチンゲールでもなく（咲島咲里）

2025年
- 龍が如く8外伝 Pirates in Hawaii

### 舞台
- 朗読劇「マガツハナ -白雪の桜-」（2019年11月2日 - 11月4日、六行会ホール）[9]
- 舞台「時空警察SIG-RAIDER 邂逅〜エヴェリーヌ〜」（2021年11月20日 - 28日、新宿村LIVE） - ダブルキャスト。宙組で出演[10]。